# José Bragato
José Bragato (nacido como Giuseppe Bragato, Údine, 12 de octubre de 1915 - Buenos Aires, 18 de julio de 2017) fue un violonchelista, director de orquesta y compositor ítalo-argentino.

## Biografía
En su ciudad natal, estudió en el Conservatorio Iacopo Tomadini sus primeras lecciones de piano, si bien se inició allí como coreuta en el Coro de Niños en 1925. Siguiendo la tradición de su familia (su padre, Enrico, y su hermano mayor Bruno, ya eran músicos, además de ebanistas), cuando la familia se instaló en la Argentina, en 1928, escapando a una Segunda Guerra Mundial que estaba preanunciada ya en el Norte de Italia, fueron a vivir al barrio de Saavedra, en la zona periférica de la ciudad.
La muy conocida inundación que sufrió Buenos Aires en 1930 dejó a la familia Bragato sin techo ni piano. Por esa razón, el violoncelista del Teatro Colón, Ernesto Pelz, amigo de su hermano Bruno le regaló el primer chelo y le dio lecciones gratis hasta que José Bragato pudo ingresar al Conservatorio de Música de la ciudad de Buenos Aires. La familia Bragato se instaló en un amplio departamento del centro, ubicado en Avenida Córdoba 2053, departamento 3, denominado la casa de la música por el medio musical de Buenos Aires.
Desde muy joven se interesó por la música folclórica argentina y por la paraguaya, y tuvo amistad con los compositores de entonces de Paraguay, tales como José Asunción Flores y Mauricio Cardozo Ocampo. Es famosa la guarania Sé que te perdí, que Bragato compuso con Cardozo Ocampo, dedicándosela a su esposa Herminia. En 1946 ingresó por concurso internacional en la Orquesta Filarmónica de la Ciudad de Buenos Aires en calidad de solista siendo considerado cofundador de ese organismo y en 1948 se presentó a otro concurso internacional, obteniendo su cargo de violoncelista en el cuerpo de la Orquesta Estable del Teatro Colón, jubilándose en 1968 como solista de la misma.
Paralelamente tuvo actividad como director orquestal de las orquestas estables de Radio Nacional, Radio Belgrano y Radio El Mundo, fundó cuartetos de cuerdas y participó del Cuarteto Pessina durante los últimos 10 años del mismo.
Junto con Astor Piazzolla, fundó la Vanguardia del Tango en 1955 y apoyó al maestro Piazzolla en la creación del Octeto Buenos Aires, junto a otros grandes músicos, produciendo la gran "revolución tanguera" porteña.
En 1976 fue solista de la orquesta sinfónica de Porto Alegre, Brasil, y en 1978 creó los conjuntos de cámara de la Universidad de Natal, Brasil. Regresó a la Argentina en 1982 y refundó el Archivo de Música Popular y Clásica de SADAIC.
Recibió el premio a la Trayectoria de SADAIC y también fue distinguido por su trayectoria por el Gobierno Autónomo de la ciudad de Buenos Aires.
Asimismo, es co-ganador del Premio Grammy Latino 2002 en la categoría Tango por su trabajo como arreglador del CD Adiós Nonino realizado por el Amazonia Quartet de Brasil.
Sus músícas para violoncelo solista y orquesta, o bien para duós y tríos clásicos, tales como Graciela y Buenos Aires, Milontán y Malambo forman parte del repertorio de famosos conjuntos camarísticos europeos y norteamericanos. También Saudade, A Mauricio, Para Elsita, Para Adriana, El vals de Laura Andrea, Sé que te perdí, entre otros temas clásicos y ritmos populares.
A nivel personal, José Bragato se casó con Herminia Domínguez, en 1943, con quien tuvo tres hijos, Juan José (fallecido al mes de nacer), luego Elsa y Adriana. Enviudó en el 2001. Elsa se casó con el poeta y productor de TV Carlos Pierre, siendo hoy periodista reconocida en la Argentina, mientras que Adriana es Doctora en Ciencias de la Educación. Su nieta Laura Andrea Pierre (hija de Elsa Bragato y Carlos Pierre). geógrafa y escritora, ha sido su secretaria desde 1985 en SADAIC, la Sociedad de Autores y Compositores de la República Argentina, siendo hoy Jefa de sección de Acción Cultural de esa entidad. José Bragato tiene dos bisnietos, Natalia y Leonardo Grandi.
El Conservatorio Iacopo Tomadini, de la ciudad de Údine (Italia) donde nació, el 29 de marzo del 2010 decidió poner el nombre de José Bragato a una de las nuevas aulas de la alta casa de estudios musicales, por decisión unánime de su consejo directivo. Se realizó un acto con los profesores y alumnos presentes. En el 2018 el aula está dedicada a la luthería de violonchelos, en honor a su ilustre  hijo José, nacido como Giuseppe-.
Los más recientes premios, entre otros, que recibió el maestro Bragato fueron el reconocimiento de la ciudad de General Roca, Río Negro, Argentina, como ciudadano ilustre y la conformación de un cuarteto de esa ciudad que recorrió la Argentina tocando solamente su música, así como el premio "Mandi" a la cultura friulana en el Río de la Plata, que le otorgó la Associazione Due Mondi de la provincia de Údine (Friuli Venezia Giulia - Italia) , por su reconocida labor musical como compositor.
Cumplidos largamente los 98 años, el maestro Bragato recibió la distinción del maestro Zubin Mehta de invitarlo al Teatro Colón para rendirle tributo a su orquestación especial para orquesta de Adiós Nonino y a fines del 2013..
Asimismo, iniciado el año 2014, el Gobierno de la Ciudad de Buenos Aires lo nombró "Personalidad Destacada de la Cultura Porteña" el 21 de abril, en una ceremonia presidida por la Comisión de Cultura de la Legislatura Porteña de la Ciudad de Buenos Aires, siendo su principal orador el maestro Atilio Stampone, presidente de SADAIC.
Poco después, esta entidad, SADAIC, impuso el nombre de "José Bragato" al Archivo de Música Popular y Culta que Bragato renovó y difundió desde su regreso al país en 1982, incluyendo en forma gratuita cientos de copias de partituras. Desde Juan Pedro Esnaola a Sebastián Piana, el archivo tiene casi 3000 obras originales no editadas que están a disposiciòn del público para su fotocopia. Desde Suiza, el maestro Martin Merker grabó Milontán como homenaje de la afamada Camerata Bern al centenario de Bragato. 
A partir de esa edad, el maestro José Bragato pasó sus últimos años recibiendo a jóvenes estudiantes de violonchelo, guiándolos, así como aportando sus valiosos recuerdos de tantas décadas a periodistas internacionales y a su propia familia. Sus hijas han registrado en audio y video estas memorias que resultan de enorme valor histórico. Cabe añadir que el maestro Bragato donó en vida todo su archivo musical a la Dirección de Cultura de SADAIC, hecho que no se ha podido concretar aún por el que sus hijas luchan ante la justicia argentina.     
Su fallecimiento se produjo el 18 de julio de 2017 a las 11 AM. Lo acompañaron  sus dos hijas,  su yerno Carlos Pierre y amistades muy cercanas. Antes de la inhumación de sus restos, la caravana funeraria pasó frente a la sede de SADAIC donde su personal aplaudió en un conmovedor adiós al maestro Bragato. Sus restos descansan en el Jardín de Paz desde el miércoles 19 de julio, ubicado en la localidad de Pilar de la provincia de Buenos Aires.
El sitio familiar del maestro José Bragato es http://www.josebragatoyflia.blogspot.com

Entre otras referencias, están los portales siguientes:
- http://www.todotango.com

- http://www.portalguarani.com